# Вівсянка смугаста
Вівсянка смугаста (Oriturus superciliosus) — вид горобцеподібних птахів родини Passerellidae. Єдиний представник монотипового роду Смугаста вівсянка (Oriturus). Раніше цей рід відносили до родини вівсянкових (Emberizidae).

## Опис
Дорослі птахи досягають довжини в 17 см. Статевий диморфізм відсутній. Верхня частина тіла коричнева з темними смугами, груди сірі, низ живота жовтуватий. Дзьоб відносно великий, чорного кольору. Горло біле, навколо очей і на щокак чорні плями. Над очима є широкі білі "брови". Пір'я на тім'ї має червонуватий відтінок. У молодих птахів на грудях помітні білі смужки. 

## Таксономія
Виділяють два підвиди:
- O. s. superciliosus (Swainson, 1838) (центральна і південна Мексика);
- O. s. palliatus (Van Rossem, 1838) (північний захід і захід Мексики).

## Поширення і екологія
Смугаста вівсянка є ендеміком Мексики. Мешкає на Мексиканському нагір'ї, в горах Трансмексиканського вулканічного поясу і на високогір'ї Оахаки. Населяє луки, чагарники, хвойні гірські ліси.